# Batillus
Die Batillus war das erste einer Serie von vier ULCC-Großtankschiffen, die Mitte der 1970er Jahre gebaut wurden. Die Batillus war das Typschiff der Batillus-Klasse.

## Geschichte

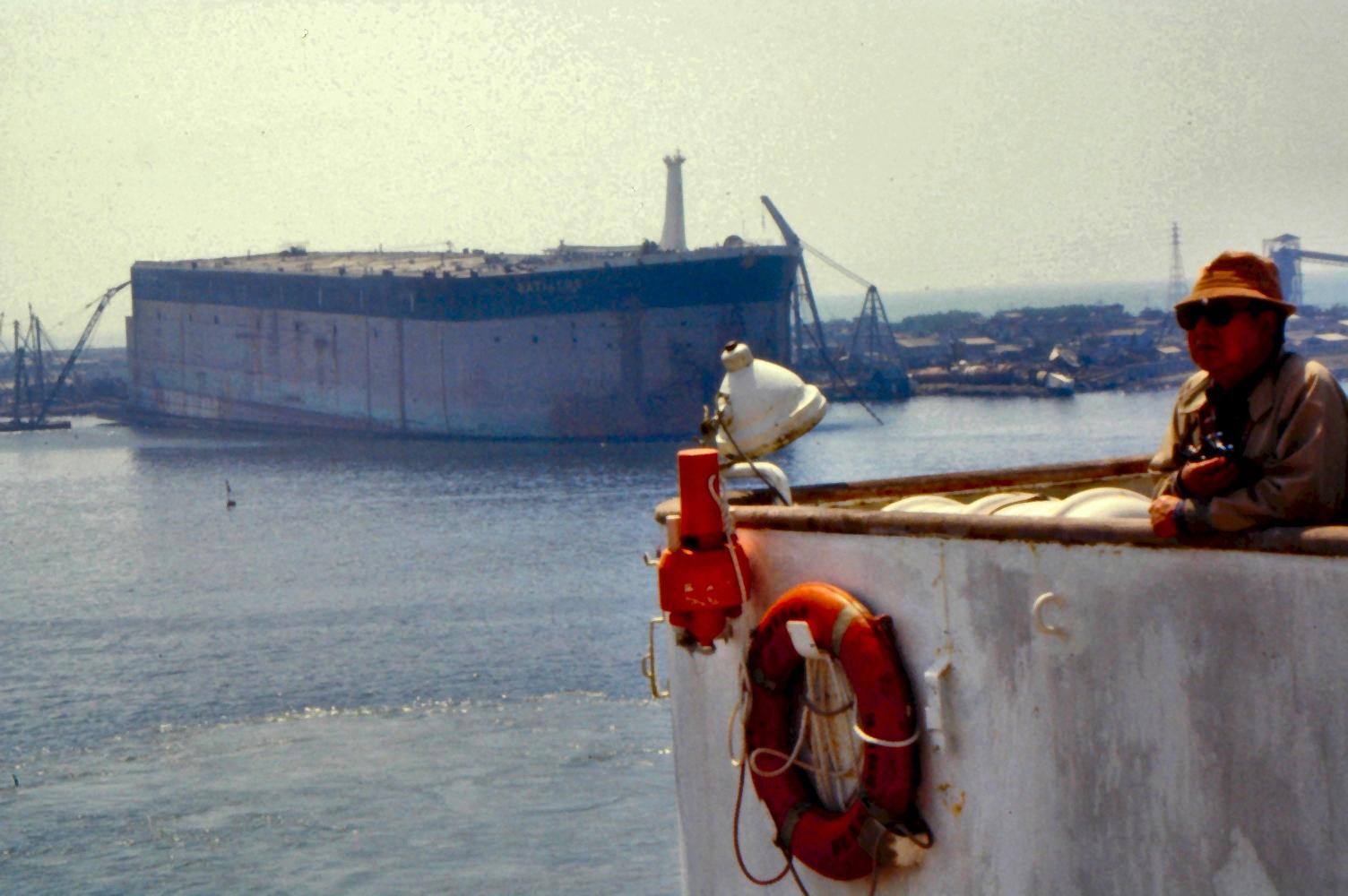
Abbruch der Batillus, 1986

Das Zweischraubenschiff wurde im August 1975 für die Societé Maritime Shell mit Sitz in Paris in der Werft Chantiers de l’Atlantique in Saint-Nazaire an der Mündung der Loire auf Kiel gelegt. Es wurde in seinen Hauptabmessungen den französischen Ölhäfen Fos-sur-Mer bei Marseille und Cap Antifer bei Le Havre angepasst. Im Juni 1976 fand die Übergabe an den Eigner statt. Zum Zeitpunkt der Übergabe war die Batillus eines der größten Schiffe weltweit. Das Haupteinsatzgebiet des Schiffes war die Route zwischen dem Persischen Golf und den beiden geeigneten französischen Häfen. Im Zuge der großen Tankerkrise wurde die erst sieben Jahre alte Batillus vom 22. August 1983 bis zum 8. November 1985 im norwegischen Vestnes aufgelegt. Von dort aus führte die letzte Reise des Schiffs über einen Bunkeranlauf in Singapur zu einem Abbruchbetrieb in Kaoshiung auf Taiwan, den sie am 28. Dezember 1985 erreichte.

## Technische Beschreibung
Das Post-Suezmax-Schiff hatte eine Länge über alles von 414,22 Metern. Die Länge zwischen den Loten betrug 401,08 Meter. Es war 63,00 Meter breit. Die Ladetanks waren in neun Mittel- und 14 Seitentanks unterteilt. Der größte Mitteltank hatte ein Fassungsvermögen von 34.971 Kubikmetern. Die gesamte Decksmaschinerie wurde hydraulisch betrieben. Das Kernstück dieser Decksanlagen waren Mooringwinden und zwei 16-Tonnen-Deckskrane für die Übergabe der Schlauchverbindungen. Das Ladeölsystem war für den zeitgleichen Umschlag von drei unterschiedlichen Ladungsarten vorgesehen. Die dampfturbinengetriebenen Pumpen erreichten eine Leistung von 6000 Kubikmetern Rohöl in der Stunde. Die Überwachung der Ladevorgänge übernahm ein Rechner, was für die damalige Zeit ein Novum darstellte. Er verfolgte unter anderem ständig die Stellung der Ventile in den Ladeleitungen, den Tiefgang und mittels eingebauter Sensoren die Spannungen in der Schiffskonstruktion.

### Antrieb
Als Antrieb besaß die Batillus zwei von der Bauwerft hergestellte Stal-Laval-Dampfturbinen mit einer Leistung von jeweils fast 23.800 Kilowatt, die über ein Übersetzungsgetriebe auf zwei fünfflügelige Propeller mit maximaler Drehzahl von 86 Umdrehungen in der Minute arbeiteten.

## Schiffe der Klasse
- Bellamya
- Pierre Guillaumat
- Prairial